# 威利·亞達梅斯
威利·拉斐爾·魯納·亞達梅斯（英語：Willy Rafael Luna Adames，1995年9月2日—），為美國職棒大聯盟的游擊手，目前效力於舊金山巨人。他先前曾效力過光芒與釀酒人兩隊。

## 職業生涯

### 底特律老虎
2012年7月，亞達梅斯以國際自由球員身份與老虎隊簽約。隔年他從夏季聯盟起步，出賽60場比賽，打擊率2成45。2014年，他成功升上1A。

### 坦帕灣光芒
2014年7月31日，老虎、光芒和水手發動交易。老虎送出亞達梅斯、德魯·史邁利和Nick Franklin到光芒，並送出奧斯丁·傑克森到水手，而從光芒得到大衛·普萊斯。
2015年，亞達梅斯成為光芒新秀第一名。到了2018年甚至成為全國百大新秀第16名。
2018年
5月22日，亞達梅斯登上大聯盟。他在初登板便敲出首安，而且是一發全壘打。後來因為喬伊·溫德爾傷癒回歸而重回小聯盟。8月7日，他在大聯盟敲出生涯首發再見轟。他在8月的打擊率高達3成18，並敲出5轟與14分打點。光芒隊在這年成功突破單季90勝。最後他整年的打擊率為2成78，並敲出10轟。
2019年
這年亞達梅斯已成為球隊的主力游擊手，他一共出賽152場比賽。這年他敲出兩次再見安打，打擊率為2成54，並敲出20轟與52分打點。WAR值高達4.2，防守分數DRS來到13分。亞達梅斯在美聯分區賽的打擊率為2成85，最後球隊2勝3敗不敵太空人。不過亞達梅斯曾在第四戰上演一次精彩的長傳，成功在本壘前阻殺荷西·奧圖維。
2020年
這年亞達梅斯出賽54場比賽，打擊率2成59，並敲出8轟與23分打點。光芒隊在這年順利拿下美聯冠軍，並進軍世界大賽。不過亞達梅斯在世界大賽的打擊率只有1成43，最終光芒2勝4敗輸給道奇，無緣拿下隊史首冠。
2021年
該年他在光芒隊出賽41場比賽，打擊率僅1成97，並敲出5轟與15分打點。

### 密爾瓦基釀酒人
2021年5月21日，釀酒人用德魯·拉斯穆森和J. P. Feyereisen兩名投手向光芒隊交易來亞達梅斯和Trevor Richards。

## 外部連結
- 球員資訊和成績在MLB ，ESPN ，Retrosheet ，Baseball Reference ，Baseball Reference (Minors) ，Fangraphs ，The Baseball Cube （英文）